# 20 Eridani
20 Eridani, eller EG Eridani, är en roterande variabel av Alfa2 Canum Venaticorum-typ (ACV) i stjärnbilden Eridanus. 
Stjärnan varierar mellan visuell magnitud +5,23 och 5,32 med en period av 1,93 dygn. Den befinner sig på ett avstånd av ungefär 485 ljusår.